# Ключ 67
Ключ 67 (трад. и упр. 文) — ключ Канси со значением «письмо»; один из 34, состоящих из четырёх штрихов.
В словаре Канси есть 26 символа (из 49 030), которые можно найти c этим радикалом.

## История
Древняя идеограмма изображала человека с татуировкой на груди.
Современный иероглиф употребляется в значениях: «письменность, литература, культура, образование, знания», «украшение, отделка, узор, орнамент, элегантность» и др.
В качестве ключевого знака иероглиф используется редко.

Вид в Цзиньвэнь
Вид в Цзягувэнь
Вид в Цзянбо
Вид в большой печати Чжуаньшу
Вид в малой печати Чжуаньшу

В словарях находится под номером 67.

## Значение
1. Расположение вещей в шахматном порядке.
2. Шаблон.
3. Письменность.
4. Литература, культура, образование, знания.
5. Относится к красоте внешнего вида, в отличие от качества. Украшение, отделка, узор, орнамент, элегантность.
6. Элегантный и образованный.
7. Невоенная сила.

## Варианты прочтения
- кит. 文, пиньинь wén, вэнь.
- яп. ぶん, bun, бун.
- кор. 글월 geurwol, гырволь?, 문 mun, мун?.

## Примеры иероглифов
| Доп. штрихи | Иероглифы   |
| ----------- | ----------- |
| 0           | 文          |
| 2           | 齐          |
| 3           | 㪯 斈       |
| 4           | 斉 𣁄       |
| 6           | 㪰 斊 斋    |
| 7           | 斍 斎 斏    |
| 8           | 斌 斐 斑 𣁔 |
| 9           | 㪱 𩖰 斒    |
| 14          | 𣁦          |
| 15          | 斔          |
| 17          | 斕          |
| 19          | 斖          |